# Oasis Force
Oasis Force va ser el nom emprat per l'exèrcit britànic per a designar una sèrie d'unitats especials que variaren quant a la seva composició, quantitat i estructura orgànica, les quals compartien una característica fonamental que era estar formades per tropes no europees ni canadenques.
Va participar en quasi tots els enfrontaments entre britànics i les forces italo-alemanyes en el Nord d'Àfrica entre 1940 i 1943. L'Oasis Force va participar de forma molt especial a partir de l'Operació Crusader, moment en què estaven formades pel Grup de Brigades índies i el sisè Regiment Blindat sur-africà, així com alguns destacaments Sikhs. En altres ocasions, van formar part de la mateixa la 31. Divisió (hindú), així com la 3a Brigada Motoritzada i la 252 Brigada Cuirassada, ambdues compostes per tropa hindú.